# Jüdische Gemeinde Kallstadt
Die jüdische Gemeinde in Kallstadt bestand seit 18. Jahrhundert. Um 1900 war die Mitgliederzahl der jüdischen Gemeinde so weit zurückgegangen, dass das zur Durchführung des Gottesdienstes erforderliche Minjan nicht mehr erreicht wurde. Daraufhin wurden die verbliebenen jüdischen Einwohner der jüdischen Gemeinde Dürkheim zugewiesen und die Gemeinde aufgelöst. Die Gemeinde gehörte zum Bezirksrabbinat Frankenthal.

## Geschichte
Erstmals wird 1685 ein jüdischer Einwohner genannt, der auf dem Gebiet von Kallstadt lebte. Bereits seit dem 18. Jahrhundert gehörten die jüdischen Einwohner der Gemeinden Leistadt, Herxheim, Ungstein und Erpolzheim zur jüdischen Gemeinde in Kallstadt. Im ersten Drittel des 19. Jahrhunderts stieg die Zahl der jüdischen Gemeindemitglieder an und erreichte in den 1830er Jahren ihren höchsten Stand. Von da an nahm die Zahl der Mitglieder der Kultusgemeinde infolge von Wegzug in die größeren Städte stetig ab. 1900 wurde die Kultusgemeinde aufgrund der geringen Mitgliederzahl, die dazu führte, dass das für die Durchführung eines Gottesdienstes benötigte Minjan nicht mehr erreicht wurde, aufgelöst und der jüdischen Gemeinde Dürkheim angeschlossen.

## Entwicklung der jüdischen Einwohnerzahl
| Jahr | Juden | Jüdische Familien | Bemerkung                                                        |
| ---- | ----- | ----------------- | ---------------------------------------------------------------- |
| 1737 |       | 2                 |                                                                  |
| 1801 | 29    |                   | mit den jüdischen Einwohnern von Leistadt                        |
| 1808 | 39    |                   | 5,9 Prozent der Einwohner von Kallstadt                          |
| 1825 | 51    |                   | 5,4 Prozent der Einwohner von Kallstadt                          |
| 1828 | 150   |                   | mit den jüdischen Einwohnern von Leistadt, Ungstein und Herxheim |
| 1836 |       | 26                |                                                                  |
| 1875 | 38    |                   |                                                                  |
| 1900 | 12    |                   |                                                                  |
| 1918 |       | 1                 |                                                                  |
| 1924 | 3     |                   |                                                                  |

Quelle: alemannia-judaica.de; jüdische-gemeinden.de

## Einrichtungen

### Synagoge
Die Synagoge in Kallstadt wurde 1837 in der Neugasse 10 errichtet. Sie wurde bis 1900 genutzt. 1918 wurde sie versteigert. Nach einem Umbau wurde das Gebäude bis 1994 als Wohn- und Kelterhaus mit Scheune genutzt, danach zwischen 1994 und 1996 renoviert und zu einem reinen Wohnhaus umgebaut. Seit 1985 steht die ehemalige Synagoge unter Denkmalschutz.

### Friedhof
Die Toten wurden auf dem jüdischen Friedhof Wachenheim beigesetzt.

### Schule
Der Schulsaal befand sich im Obergeschoss der Synagoge über dem Vorraum zum Betsaal. Zeitweilig war ein eigener Lehrer angestellt, der auch die Aufgaben des Vorbeters und Schochet innehatte. Die Schule wurde bis 1890 genutzt und dann wegen der geringen Zahl an Schülern geschlossen.

### Mikwe
Die Gemeinde verfügte über eine eigene Mikwe.

## Opfer des Holocaust
Das Gedenkbuch – Opfer der Verfolgung der Juden unter der nationalsozialistischen Gewaltherrschaft 1933–1945 und die Zentrale Datenbank der Namen der Holocaustopfer von Yad Vashem führen vier Mitglieder der jüdischen Gemeinschaft Kallstadt (die dort geboren wurden oder zeitweise lebten) auf, die während der Zeit des Nationalsozialismus ermordet wurden.
| Name       | Vorname         | Todeszeitpunkt | Alter     | Ort des Todes                 | Bemerkung | Quellen |
| ---------- | --------------- | -------------- | --------- | ----------------------------- | --- | --- |
| Maas       | Selma           | unbekannt      | unbekannt | Konzentrationslager Auschwitz | Deportation ab Baden am 22. Oktober 1940 nach Internierungslager Gurs. Deportation am 12. August 1942 ab Sammellager Drancy nach Konzentrationslager Auschwirtz    | Yad Vashem (Datenbank, Datensatz Nr. 1707204) / Gedenkbuch für die Opfer der NS-Judenverfolgung in Deutschland                               |
| ten Brink  | Thekla          | unbekannt      | unbekannt | Konzentrationslager Auschwitz | Deportation ab Berlin am 19. Februar 1943 nach Konzentrationslager Auschwitz (Transport 29 von Berlin)                                                             | Yad Vashem (Datenbank, Datensatz Nr. 4091427, Nr. 11480429 und Nr. 1086973) / Gedenkbuch für die Opfer der NS-Judenverfolgung in Deutschland |
| Oberländer | Friederike Rika | unbekannt      | unbekannt | Vernichtungslager Treblinka   | Deportation ab Düsseldorf am 25. Juli 1942 nach Ghetto Theresienstadt. Deportation ab Ghetto Theresienstadt am 26. September 1942 nach Vernichtungslager Treblinka | Yad Vashem (Datenbank, Datensatz Nr. 557526, Nr. 1833551 und Nr. 11602360) / Gedenkbuch für die Opfer der NS-Judenverfolgung in Deutschland  |
| Weglein    | Helene Helena   | unbekannt      | unbekannt | Konzentrationslager Auschwitz | Deportation ab Frankfurt am Main am 1. September 1942 nach Ghetto Theresienstadt. Deportation am 15. Mai 1944 nach Konzentrationslager Auschwitz                   | Yad Vashem (Datenbank, Datensatz Nr. 11651163) / Gedenkbuch für die Opfer der NS-Judenverfolgung in Deutschland                              |